# نورمان كاميرون
نورمان كاميرون (بالإنجليزية: Norman Cameron)‏ هو سياسي أسترالي، ولد في 3 نوفمبر 1851 في لاونسستون في أستراليا، وتوفي في 17 فبراير 1931 في أستراليا. حزبياً، نشط في حزب التجارة الحرة. وقد انتخب عضو مجلس النواب الأسترالي عن دائرة Division of Wilmot ‏ (26 فبراير 1904 – 12 ديسمبر 1906) وانتخب عضو مجلس النواب الأسترالي عن دائرة Division of Tasmania ‏ (29 مارس 1901 – 16 ديسمبر 1903).